# Antonio López Ferreiro
Antonio López Ferreiro (Santiago de Compostela, 9 de Novembro de 1837 – Vedra, 20 de Março de 1910) foi um escritor em língua galega e historiador.

## Biografia
Estudou a carreira eclesiástica em Santiago, onde aprendeu latim, filosofia, teologia e direito canônico, até 1862. Ao ano seguinte marchou a Madrid e licenciou-se em Sagrada Teologia. Na Escola Superior de Diplomática dedicou-se durante três anos à transcrição de documentos galegos do Arquivo Histórico Nacional, e terminou conseguindo o título de arquivista-bibliotecário.

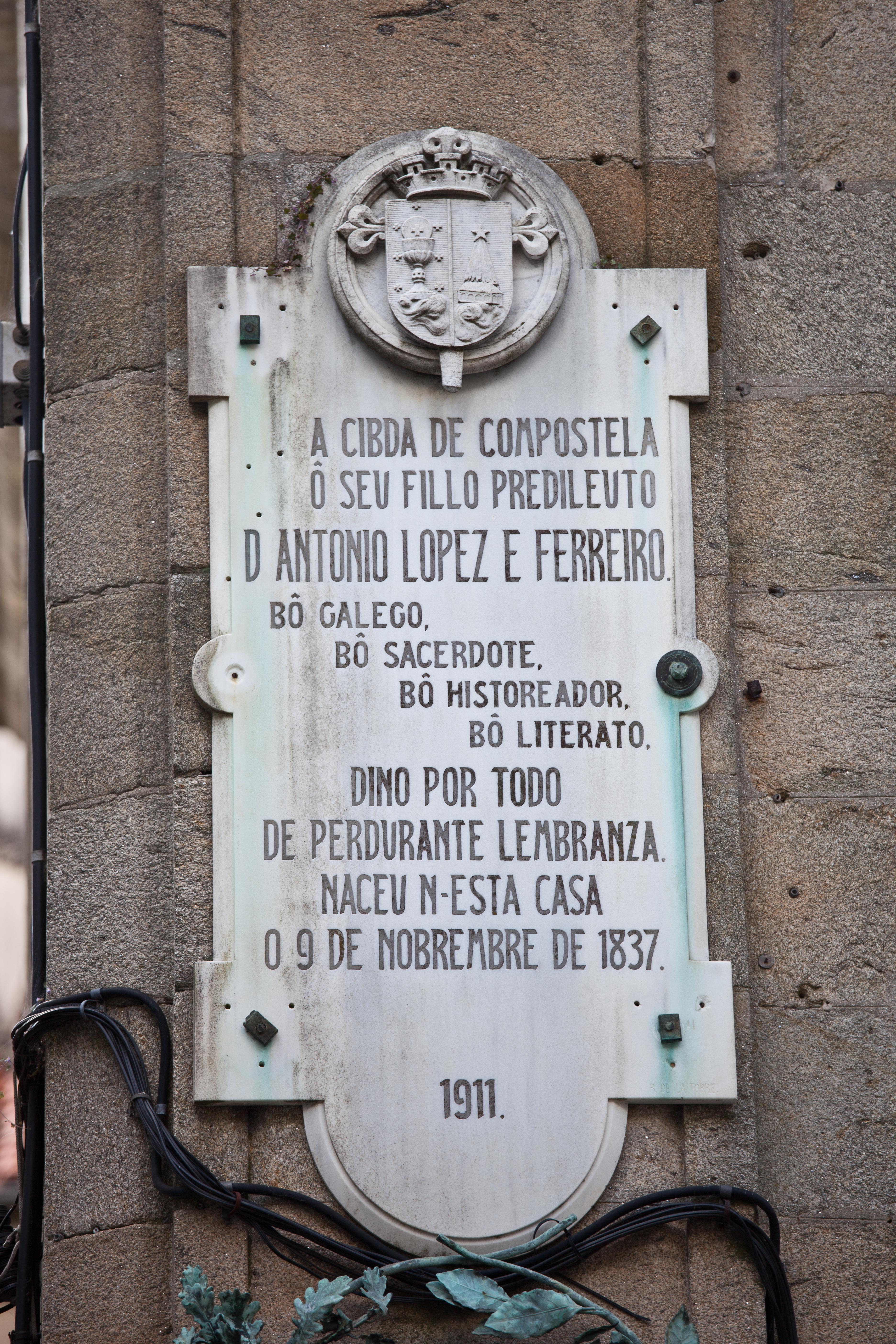
Placa em a sua casa natal em Compostela.

Em 1866 regressou a Galiza como pároco de Vedra (A Corunha), desde onde continuou publicando artigos sobre suas pesquisas históricas. Em Agosto de 1871 foi nomeado cônego do Cabido compostelano, o que lhe permitiu aceder ao arquivo documental da catedral, e aproveitá-lo para realizar trabalhos de pesquisa, trabalho no qual se destaca a criação da revista Galiza Histórica (publicada entre 1901 e 1903). Também lhe serviu para cultivar o romance histórico, gênero de enorme vigência no Romantismo que até o momento não fora tratado na literatura galega.
Foi sócio correspondente da Real Academia da História da Espanha e acadêmico de número da Real Academia Galega (1905).
Em 1978 foi-lhe dedicado o Dia das Letras Galegas.

## Obra literária
Deixou três romances históricos:
- (em galego) A tecedeira de Bonaval (1894) mistura uma história de amor e os acontecimentos sociopolíticos da Galiza do século XVI: o confronto entre a burguesia e a Igreja compostelanas.
- (em galego) O castelo de Pambre (1895) narra acontecimentos históricos da segunda metade do século XVI em terras da Ulloa. Como no anterior romance, alterna uma história de amor com a exposição do conflito da nobreza entre Gonzalo Ozores de Ulloa e outros nobres partidários da casa de Trastâmara.
- (em galego) O niño de pombas (1905), de temática amorosa, esta ambientada na Galiza do século XII, com o mosteiro de Carvoeiro como pano de fundo da ação.

O propósito historiográfico faz que López Ferreiro inclua nos três romances descrições de monumentos e transcrições de documentos históricos.
O autor tinha plena consciência do seu trabalho em prol da ressurreição e reabilitação da língua galega. É importante a sua riqueza de léxico e sintaxe, ocasionalmente incluindo arcaísmos recuperados da documentação medieval.

## Obra científica
- (em castelhano) La Historia de Compostela y su reprobación crítica por Masdeu (1866).
- (em castelhano) El Sepulcro del apóstol Santiago (1872).
- (em castelhano) Leyenda sobre la vida de San Pedro de Mezonzo (1872).
- (em castelhano) Estudio histórico crítico sobre el Priscilianismo (1878).
- (em castelhano) Galicia en el último tercio del siglo XV (1883).
- (em castelhano) Don Rodrigo de Luna (1884).
- (em castelhano) El Pórtico de las Platerías (1884).
- (em castelhano) Don Alfonso VII, rey de Galicia, y su ayo el conde de Traba (1884).
- (em castelhano) El Pórtico de la Gloria (1886).
- (em castelhano) Fueros municipales de Santiago y su tierra (1895).
- (em castelhano) Historia de la Santa A.M. Iglesia de Santiago de Compostela.
- (em castelhano) Santiago y la crítica moderna (1901).